# Dyrines rubrosignatus
Dyrines rubrosignatus är en spindelart som beskrevs av Cândido Firmino de Mello-Leitão 1943. 
Dyrines rubrosignatus ingår i släktet Dyrines och familjen Trechaleidae. Inga underarter finns listade i Catalogue of Life.